# 鈴木祐美子
鈴木 祐美子（すずき ゆみこ、8月2日 - ）は、日本の漫画家。千葉県千葉市出身。女性。三姉妹の長女。
時にインターネット上で「鈴木裕美子」と表記されることがあるが、下記の作品の全てが「鈴木祐美子」で発表されている。
1986年に「ねこマタネコ」にて『週刊ヤングジャンプ』（集英社）からデビュー。
連載は『うめモモさくら』『ちょっとごめんネコ』『あなたのそばへ･･･』の3作品のみ。いずれも『週刊ヤングジャンプ』に連載された。
「その後の…ちょっとごめんネコ」は3編のみ。『週刊ヤングジャンプ』に不定期掲載され、「ちょっとごめんネコ」に収載された。
『うめモモさくら』連載後期より右肘がしびれ始め、1992年『ちょっとごめんネコ』連載時病気にて入院した。その後、右手が使えなくなっており、リハビリをして左手で絵を描くようにして復帰している。
その後引退した。

## 略歴
- 1986年 - 『ねこマタネコ』によりデビュー。
- 1990年 - 『うめモモさくら』の連載が『週刊ヤングジャンプ』（集英社）より開始。
- 1992年 - 『ちょっとごめんネコ』の連載が『週刊ヤングジャンプ』（集英社）より開始。
- 1994年 - 『あなたのそばへ･･･』の連載が『週刊ヤングジャンプ』（集英社）より開始。

## 主な作品
- ねこマタネコ（1986年、週刊ヤングジャンプ、集英社）
- 夏の扉（1987年、増刊ヤングジャンプ、集英社）
- 卒業（1987年、増刊ヤングジャンプ、集英社）
- 約束（1988年、週刊ヤングジャンプ、集英社）
- 不思議のKINちゃん（1988年、増刊ヤングジャンプ、集英社）
- リインカーネーション（1988年、増刊ヤングジャンプ、集英社）
- 雪がやむまで　そばにいて（1989年、週刊ヤングジャンプ、集英社）
- うめモモさくら（1990年 - 1992年、週刊ヤングジャンプ、集英社）全10巻
- ちょっとごめんネコ（1992年、週刊ヤングジャンプ、集英社）全3巻
- 3月の猫（1992年、ベアーズクラブ 春号、集英社）
- 金曜日に会おう（1992年、ベアーズクラブ、集英社）
- SHORT CUT（1992年、ベアーズクラブ、集英社）
- あなたのそばへ･･･（1994年 - 1995年、週刊ヤングジャンプ、集英社）全2巻
- その後の…ちょっとごめんネコ（1995年、1996年、週刊ヤングジャンプ、集英社）
- 夢の音が聞こえる（1996年、漫革、集英社）
- 水の時間（1996年、漫革、集英社）単行本未収録
- あなたに夢を（1997年、漫革、集英社）単行本未収録

## 関連人物
- 高橋幸二　アシスタントに行っていた[1]。
- 正木大喜　アシスタントをつとめていた。
- 花小金井正幸　アシスタントをつとめていた[3]。
- 花岡貴仁　アシスタントをつとめていた。